# Henryk Ledóchowski
Henryk Ledóchowski, Henryk hr. Halka-Ledóchowski z Leduchowa h. Szaława (ur. 7 listopada 1943 w Woli Mieleckiej) – chemik, polski działacz samorządowy, prezydent miasta Sopotu.

## Życiorys
Potomek starej, arystokratycznej rodziny Ledóchowskich, syn Mieczysława i Haliny Korwin-Kossakowskiej, wnuk prof. kpt. ż.w. Antoniego Halki-Ledóchowskiego. Ukończył II Liceum Ogólnokształcące im. Bolesława Chrobrego w Sopocie (1961); absolwent Wydziału Chemii Politechniki Gdańskiej (1968). Był zatrudniony w Zakładzie Biochemii Akademii Medycznej w Gdańsku (1968–1970), Wojewódzkiej Stacji Krwiodawstwa w Gdańsku (1970–1980), Spółdzielni Inwalidów „Polipol” w Gdańsku (1980–1990). Pełnił funkcję prezydenta Sopotu (1990–1992). Powierzono mu funkcję pełnomocnika ds. utworzenia (2002), a następnie prezesa Regionalnej Izby Obrachunkowej w Gdańsku (2003–2010). Mieszkaniec Sopotu od 1946.
Jest członkiem Rady Kuratorów Zakładu Narodowego im. Ossolińskich VI kadencji jako przedstawiciel spadkobierców Józefa Maksymiliana hr. Ossolińskiego, założyciela instytucji.